# Condado de Grafton
El condado de Grafton (en inglés, Grafton County), fundado en 1769, es uno de los diez condados del estado estadounidense de Nuevo Hampshire. En el censo de 2000 el condado tenía una población de 81 743 habitantes. La sede del condado se encuentra localizada en Haverhill.

## Geografía
Según la Oficina del Censo, el condado tiene un área total de 4532 km² (1749,8 mi²), de la cual 4437 km² (1713,1 mi²) es tierra y 96 km² (37,1 mi²) (2.10%) es agua.

## Demografía
En el censo de 2000, hubo 81,743 personas, 31,598 hogares, y 18,790 familias residiendo en el condado. La densidad poblacional era de 48 personas por milla cuadrada (18/km²). En el 2000 había 43,729 unidades unifamiliares en una densidad de 10 km² (3,9 mi²). La demografía del condado era de 95.76% blancos, 0.53% afroamericanos, 0.31% amerindios, 1.73% asiáticos, 0.03% isleños del Pacífico, 0.39% de otras razas y 1.26% de dos o más razas. 1.12% de la población era de origen hispano o latino de cualquier raza. 19.0% eran de origen inglés 11.1% francés, 7.5% alemán, 12.9% irlandés y 7.8% estadounidense 95.1% de la población hablaba inglés 1.5% francés y 1.3% español en casa como lengua materna. 
La renta per cápita promedia del condado era de $41,962, y el ingreso promedio para una familia era de $50,424. Los hombres tenían un ingreso per cápita de $31,874 versus $25,286 para las mujeres. La renta per cápita para el condado era de $22,227 y el 8.60% de la población estaba bajo el umbral de pobreza nacional.